# Max Jara
Maximiliano Jara Troncoso Hollow (Yerbas Buenas, 21 de agosto de 1886 — Santiago do Chile, 6 de julho de 1965) foi um poeta chileno.

## Prêmios
Max Jara ganhou o Prêmio Nacional de Literatura do Chile em 1956.